# كاديدياتو دياني
كاديدياتو دياني (مواليد 1 أبريل 1995) هي لاعبة كرة قدم فرنسية تلعب في مركز المهاجم في نادي باريس سان.

## روابط خارجية
- كاديدياتو دياني على موقع الاتحاد الدولي (مؤرشف)  (الإنجليزية)
- كاديدياتو دياني على موقع الاتحاد الأوربي (الإنجليزية)
- كاديدياتو دياني على موقع قاعدة بيانات كرة القدم.إي يو (الإنجليزية)
- كاديدياتو دياني على موقع ليكيب (الفرنسية)
- كاديدياتو دياني على موقع Soccerway.com (الإنجليزية)
- كاديدياتو دياني على موقع عالم كرة القدم.نت (الإنجليزية)
- كاديدياتو دياني على موقع أوليمبيديا (الإنجليزية)
- كاديدياتو دياني على موقع اللجنة الأولمبية الفرنسية (مؤرشف) (الفرنسية)